# Sangria (colore)
Sangria è una tonalità di rosso che prende il proprio nome dalla tonalità di colore tipica dell'omonima bevanda alcolica, ovvero un rosso molto scuro. La parola sangria deriva dallo spagnolo sangre, che vuol dire sangue.